# Gagan Narang
Gagan Narang (n. 6 mai 1983, Chennai, Tamil Nadu, India) este un trăgător de tir ce a reprezentat India, medaliat olimpic. A participat la 4 ediții ale Jocurilor Olimpice (2004, 2008, 2012, 2016) în care a câștigat o medalie de bronz.